# Kaimiloa
HHMS Kaimiloa являлся первым и единственным военным кораблём Гавайского Королевского военно-морского флота.

## Описание
Корабль был построен в Великобритании в 1871 году. Изначально это было деревянное грузовое судно (по другой версии сторожевой колониальный шлюп). Король Калакауа купил судно за 20000 долларов и добавил рангоут. Кроме того было установлено достаточно мощное вооружение, после чего Kaimiloa была переквалифицирована в канонерскую лодку. Она также использовалась в качестве учебного корабля. В гавайском языке, kaimiloa означает «тот, кто стремиться вдаль».

## Участие в миссии на Самоа
Kaimiloa отплыл с Гавайских островов в Самоа и другие острова Тихого океана в 1887 году для сбора конфедерации полинезийских государств для противодействия европейскому империализму. Однако это чуть не привело к военному конфликту между Гавайями и Германской империей, которые рассматривали Самоа как свои владения в Тихом океане.
Kaimiloa вступил в кампанию 28 марта 1887. 24 члена экипажа составляли молодые гавайцы, для которых это было учебное плавание (они обучались до этого морскому делу лишь месяц). Кроме того, в состав экипажа входил военный оркестр во главе с дирижёром Чарльзом Паликапу Калиекоа. Капитаном корабля был Джордж Е. Греслей Джексон.
Под парусами Kaimiloa достиг Апиа 16 июня. Однако, в связи с тем что в Самоа уже велись переговоры с Германской империей, а Великобритания и США следили за развитием ситуации, миссия корабля ограничилась незначительным диалогом с местной администрацией. Кроме того, военный оркестр дал концерт для горожан Апиа, что помогло укрепить отношения с Гавайскими островами, правда имели место несколько мелких инцидентов с членами экипажа и местным населением.
Из-за последствий государственного переворота, который произошёл в июле 1887 года под предводительством Гавайской Лиги, судну было приказано вернуться на родину 23 августа, канонерка вошла в гавань Гонолулу 23 сентября. Это был единственный рейс Kaimiloa в составе Королевских ВМС Гавайи.

## Дальнейшая судьба
Экипаж корабля был расформирован 29 августа, а 30 августа корабль был выведен из состава флота. Далее Kaimiloa используется в качестве карантинного корабля (охраны гавани), но в 1888 году он был продан за 2800 долларов и после частичного разоружения корабль стал использоваться в качестве транспортного судна для рейсов между Гавайскими островами.
В 1894 году администрацией Республики Гавайи были удалены последние пулемёты Гатлинга. Позже сняли паровую машину, которую использовали на берегу. Затем на Kaimiloa перевозили уголь и нефть, в последнее время — под парусами. В 1910 году её корпус был сожжен.

## Галерея

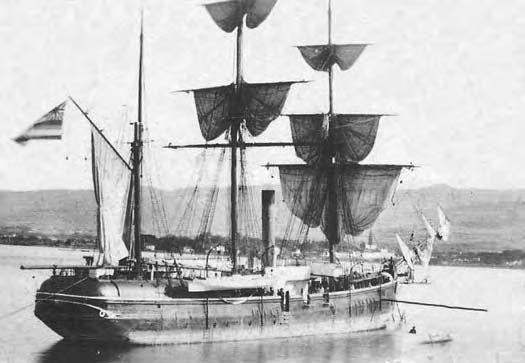
Канонерская лодка Kaimiloa
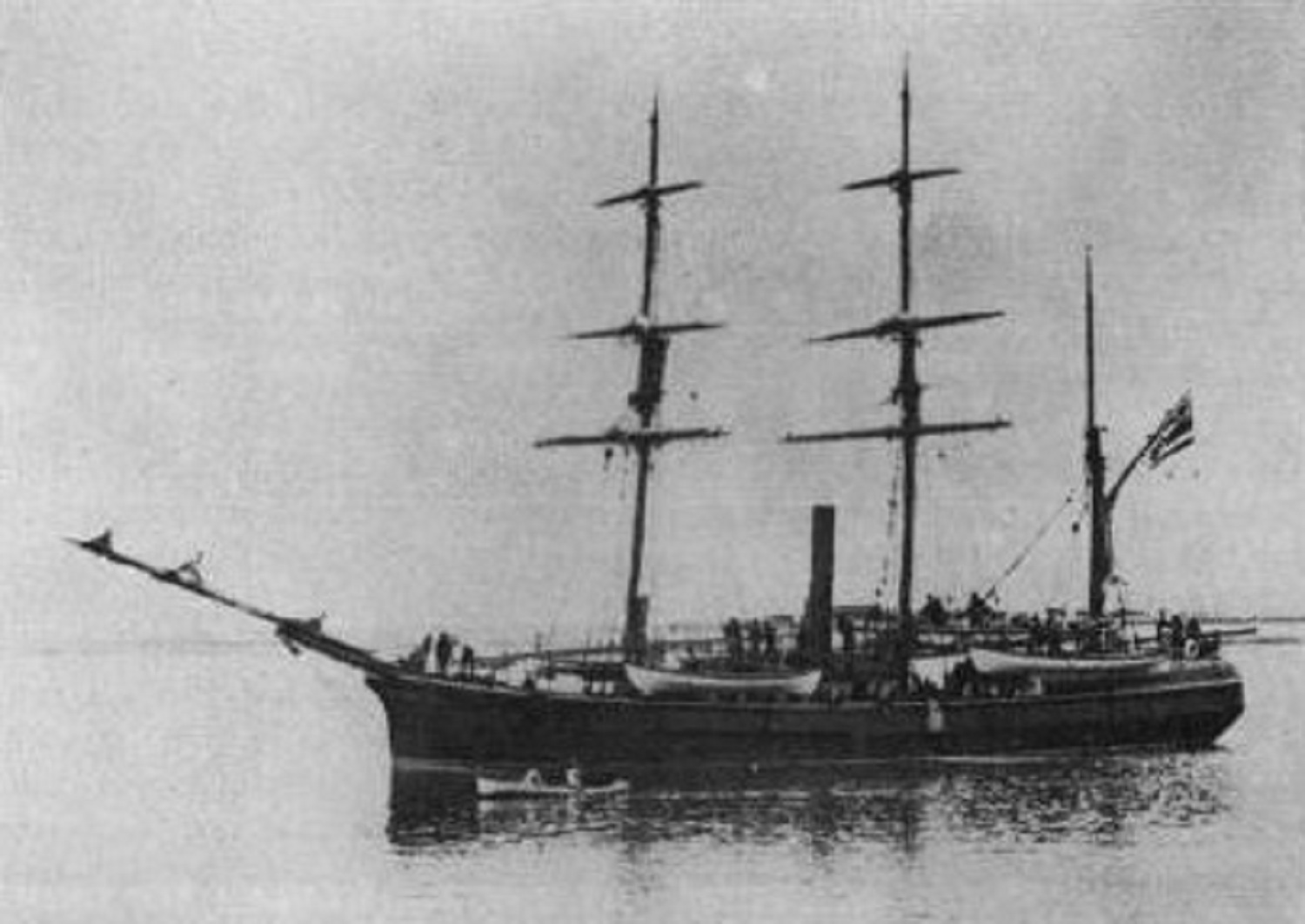
Канонерская лодка Kaimiloa в гавани Гонолулу
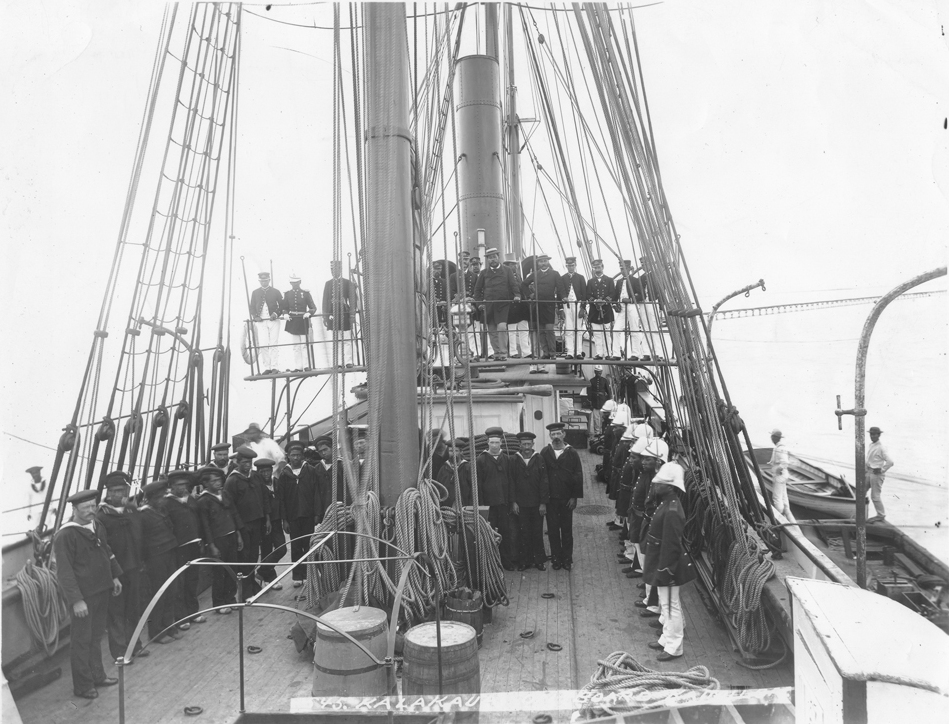
Канонерская лодка Kaimiloa на Самоа

## Комментарии
1. ↑  Кроме того, в гавайские ВМС входили один или два брига, вооруженный барк и одна шхуна.